# Valisia
Valisia is een geslacht van vliesvleugeligen uit de familie vijgenwespen (Agaonidae). De wetenschappelijke naam van dit geslacht is voor het eerst geldig gepubliceerd in 1993 door Wiebes.

## Soorten
Het geslacht Valisia omvat de volgende soorten:
- Valisia auratae (Wiebes, 1993)
- Valisia borneana (Wiebes, 1993)
- Valisia compacta (Wiebes, 1993)
- Valisia confusa (Wiebes, 1993)
- Valisia distinguenda (Grandi, 1916)
- Valisia esquirolianae (Chen & Chou, 1997)
- Valisia filippina (Wiebes, 1993)
- Valisia inopinata (Grandi, 1926)
- Valisia intermedia (Grandi, 1926)
- Valisia javana (Mayr, 1885)
- Valisia macilentae (Wiebes, 1993)
- Valisia malayana (Wiebes, 1993)
- Valisia medusa (Wiebes, 1993)
- Valisia modesta (Wiebes, 1993)
- Valisia puncticeps (Mayr, 1906)
- Valisia sensillata (Wiebes, 1993)